# Poul Cypræus

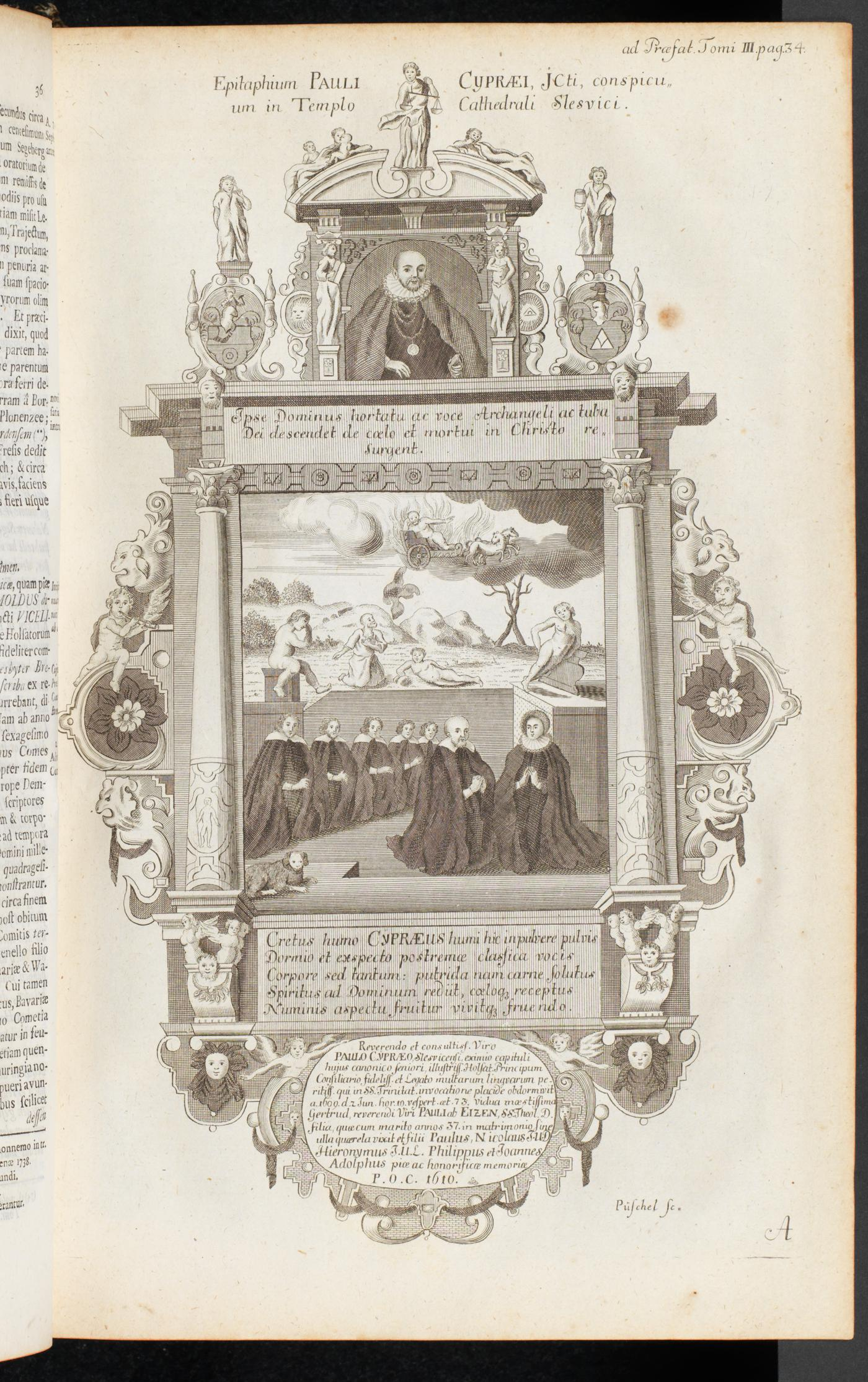
Abzeichnung von 1739 des Epitaphs für Cypraeus im Schleswiger Dom

Poul Cypræus, auch Paulus Cypræus, geboren als Poul Koppersmidt, auch Poul Kupferschmidt (* 16. April 1536 in Schleswig; † 2. Juni 1609 ebenda) war ein deutscher Jurist, Historiker und Mitglied des Kollegiums der Domschule Schleswig.

## Leben
Poul Cypræus war ein Sohn von Claus Koppersmidt. Dieser wirkte als Schleswiger Bürgermeister und Domherr und starb am 14. Februar 1574. Der Name der Mutter ist nicht dokumentiert. Er hatte einen Bruder namens Hieronymus Cypraeus, der in Schleswig als Domherr wirkte. Seinen Nachnamen änderte er während seiner Studienzeit in die lateinisch klingende Form Cypraeus (lateinisch cyprum, -i, n. = ‚Kupfer‘). Er heiratete in erster Ehe Etta Ivers, die Tochter des Friesen Wake Ivers, in zweiter Ehe Gertrud von Eitzen, Tochter des Superintendenten Paul von Eitzen.
Nach dem Schulbesuch in Schleswig ging er zum Studium für drei Jahre (1554–57) nach Löwen. Hier lebte er mit Anders Lauridsen, der später Theologieprofessor in Kopenhagen wurde. Beide gingen anschließend wahrscheinlich nach Wittenberg. Cypraeus zog aber alsbald weiter nach England, wo er weitere drei Jahre studierte (alte und neuere Sprachen sowie hauptsächlich Rechtswissenschaften, in denen er 1566 schließlich auch promoviert wurde).
Seine nächste Station war ab 1563 die Akademie in Orléans. Dort waren auch viele dänische Adlige, darunter Arild Huitfeldt, mit dem ihn eine sehr lange Freundschaft verband, weil sie sich beide für die Geschichte Dänemarks interessierten. In Orléans blieb er fünf Jahre und wurde 1563/64 Vertrauensmann der dortigen Deutschen Nation.
Er besuchte auch Spanien und Italien, bevor er schließlich nach Schleswig zurückkehrte und dort Rechtsanwalt wurde und 1568 eine Domherrenstelle bekam. Als Herzog Adolf von Schleswig-Holstein-Gottorf 1576 in Schleswig eine universitätsähnliche Oberstufe zur ansässigen Kathedralschule für sein Herzogtum einrichtete, erhielt er den Auftrag, Rechtswissenschaft vorzutragen. Dieses Institut hatte aber keinen dauerhaften Bestand.
Er gehörte zu den Beratern Herzog Adolfs und seiner Nachfolger und wurde mit mehreren Gesandtschaften zum König von Dänemark, 1583 nach Spanien zu Philipp II., zu den Generalstaaten der Niederlande und verschiedenen deutschen Fürsten und Städten betraut. Trotz seines Kränkelns seit 1590 half er zudem mit, die Krise des Gottorfer Staates nach dem Tode Herzogs Adolfs (1586) zu überwinden, wobei seine in Orléans geschlossene Freundschaft mit Huitveld, seit 1586 dänischer Kanzler, sich als nützlich erwies.
Weiters war zudem fürstlich gottorfischer Rat und Senior des Kapitels am Dom zu Schleswig.
Er schrieb unter anderem 1605 Tractatus de iure connubiorum (Frankfurt 1605), wo er sich gegen die lutherische Einebnung zwischen Verlöbnis und Ehe aussprach. Viele seiner juristischen und historischen Arbeiten über Schleswig wurden postum von seinen Söhnen herausgegeben, so das von Peder Kofod Ancher fortgeführte Werk Commentarius Pauli Cypraei in leges Slesvicenses (Kopenhagen 1776), De origine, nomine, priscis sedibus, lingua prisca, moribus antiquissimis, rebus gestis et migrationibus Saxonum, Cimbrorum, Vitarum & Anglorum apospasmation.
Sein 1592 geborener Sohn (Johann) Adolf wurde Theologe und konvertierte 1633 in Köln zur römisch-katholischen Kirche. Er gab 1634 die von seinem Vater gesammelten Annales Episcoporum Slesvicensium heraus.